# Live at the Budokan (álbum de Blur)
Live at the Budokan es el primer álbum en vivo de la banda británica Blur, grabado durante su gira de 1995 para su álbum The Great Escape en el Budokan el 8 de noviembre de 1995. Dos canciones extras del concierto se pueden encontrar en los sencillos japoneses «It Could Be You», «Charmless Man» (interpretada originalmente en «Jubilee») y «Chemical World» (realizado originalmente antes de «Coping»). Live at Budokan es un disco de disco doble y hasta 2009 fue el único álbum en directo de Blur, lanzado solo en Japón. Posteriormente fue publicado en el Reino Unido.

## Lista de canciones

### CD 1
1. «The Great Escape» – 1:37
2. «Jubilee» – 3:13
3. «Popscene» – 3:11
4. «End of a Century» – 2:56
5. «Tracy Jacks» – 4:09
6. «Mr. Robinson's Quango» – 5:02
7. «To the End» – 4:18
8. «Fade Away» – 4:20
9. «It Could Be You» – 3:13
10. «Stereotypes» – 3:29
11. «She's So High» – 5:26
12. «Girls & Boys» – 4:50
13. «Advert» – 3:28
14. «Intermission» – 1:39
15. «Bank Holiday» – 1:51
16. «For Tomorrow» – 6:26
17. «Country House» – 4:40
18. «This Is a Low» – 5:12
19. «Supa Shoppa» – 3:23

### CD 2
1. «Yuko and Hiro» – 4:44
2. «He Thought of Cars» – 5:03
3. «Coping» – 3:23
4. «Globe Alone» – 2:43
5. «Parklife» – 3:37
6. «The Universal» – 5:11